# Euphorbia beillei
Euphorbia beillei är en törelväxtart som beskrevs av Auguste Jean Baptiste Chevalier. Euphorbia beillei ingår i släktet törlar, och familjen törelväxter. Inga underarter finns listade i Catalogue of Life.